# Vroege rouwvlieg
De vroege rouwvlieg (Bibio johannis) is een muggensoort uit de familie van de zwarte vliegen (Bibionidae). De wetenschappelijke naam van de soort werd als Tipula johannis in 1767 gepubliceerd door Carl Linnaeus.